# Sesamstraße
Sesamstraße ist eine der erfolgreichsten Fernsehserien für Kinder im Vorschulalter. Die halbstündigen Folgen setzen sich aus sechs bis zehn kleineren, meist thematisch voneinander unabhängigen Einzelbeiträgen zusammen, die eine inhaltlich zusammenhängende Rahmenhandlung unterbrechen. Neben sketchartigen oder lehrreichen Puppendialogen („Ein Kreis ist rund“, „jetzt bin ich hier, jetzt bin ich dort“), Trickfilmen und Kinderliedern gibt es oft auch Realfilmbeiträge über einfache Situationen aus dem Kinderalltag oder über die Herstellung eines Produkts. Die Fernsehserie wird von Sesame Workshop produziert, die ihren Sitz im 1 Lincoln Plaza auf der Upper West Side hat. Eine anliegende Straße, die West 63rd Street, trägt in diesem Bereich als Zweitname die Bezeichnung „Sesame Street“. 

## Geschichte

### Ursprung in den USA
Sesame Street, so der Originaltitel, startete am 10. November 1969 im US-Fernsehen. Die Rahmenhandlung spielte in der Sesame Street, einer fiktiven, in einem Filmstudio nachgebauten Großstadt-Wohnstraße, in der es unter anderem ein von einem Mr. Hooper (in der deutschen Synchronisation „Herr Huber“, gespielt von Will Lee) geführtes Lebensmittel-Geschäft gibt. Neben weiteren menschlichen Bewohnern wie Bob (Bob McGrath), Gordon (Matt Robinson), Luis (Emilio Delgado) und Susan (Loretta Long) lebten hier Big Bird (Bibo) und andere Figuren. In einer der Mülltonnen im Hof wohnt Oscar the Grouch (der Griesgram). Neben Bibo und Oscar kamen in der Sendung von Beginn an weitere Muppets von Jim Henson zum Einsatz, darunter Kermit, der bereits 1955 in der Sendung Sam and Friends erstmals auftrat und später auch in der Muppet Show mitwirkte.
Produktionsorte waren und sind:
- 1969–1992: Reeves Teletape Studios, Manhattan, New York City
- 1987–1993: Unitel Video (einige Folgen), Manhattan, New York City
- seit 1993: Kaufman Astoria Studios, Astoria, Queens, New York City.

Einige der Original-US-Folgen wurden vom 5. bis 9. April 1971 im dritten Programm des NDR und 1973 in jenen des WDR und hr gezeigt.
Von 2014 bis 2017 wurde im Vereinigten Königreich der britisch-US-amerikanische Ableger Das Furchester Hotel ausgestrahlt.

### Unsynchronisierte US-Folgen in Deutschland
60-minütige Folgen in Originalsprache wurden als Testprogramm gesendet, bevor die Sesamstraße als Vorschulprogramm im deutschen Fernsehen ausgestrahlt wurde. Der NDR zeigte im April, der WDR im Mai 1971 fünf der von Children’s Television Workshop (CTW) realisierten Originalfassungen der Sesame Street.
Das Testprogramm umfasste folgende Folgen:
- Folge 103, WDR, Erstausstrahlung 2. Mai 1971
- Folge 107, WDR, Erstausstrahlung 9. Mai 1971
- Folge 109, WDR, Erstausstrahlung 16. Mai 1971
- Folge 113, WDR, Erstausstrahlung 23. Mai 1971
- Folge 116, WDR, Erstausstrahlung 30. Mai 1971

Die ARD und das ZDF verhandelten um die Rechte der Ausstrahlung, und schließlich bekam der NDR in Hamburg den Zuschlag. Im August 1972 wurden versuchsweise die ersten Sendungen der Sesame Street in der Originalfassung ausgestrahlt und die Resonanz war positiv.

### Synchronisierte US-Folgen in Deutschland
Die deutsche Adaption der Sesame Street sollte bundesweit im ersten Programm laufen, weil aber der Bayerische Rundfunk die soziale Situation in Deutschland in der Sendung nicht korrekt dargestellt sah, wurde die Sendung im Ersten nur im Sendegebiet von NDR, Radio Bremen, SFB, WDR und hr sowie in allen dritten Programmen mit Ausnahme des Bayerischen Rundfunks gesendet. Die Erstausstrahlung fand am 8. Januar 1973 statt. Vollkommen neu war dabei, dass eine Kindersendung mehrmals in der Woche und zudem zweimal am Tag lief. Die Sesamstraße wurde von Montag bis Donnerstag um ca. 9.30 Uhr gesendet und abends um 18.00 Uhr oder 18.30 Uhr wiederholt. Die Sender von SWF, SDR und SR kamen erst später im Jahr hinzu und zeigten die Folgen nur jeweils am Samstag und Sonntag um 18.00 Uhr ausschließlich in ihrem dritten Programm. Zeitweise wurde freitags eine Folge in französischer Sprache ausgestrahlt. Nach ARD-internen Regelungen musste der BR die von ihm abgelehnte Sesamstraße durch eine Eigenproduktion ersetzen; dies war der Grund, dass der BR seine Kindersendung „Spielschule“ (ab 1969) weiterentwickelte und mit der Kinderfernsehserie „Das feuerrote Spielmobil“ an den Start ging (Erstausstrahlung: 21. April 1972).
Der NDR übernahm dabei (damals in Kooperation mit dem WDR und dem HR) die deutsche Bearbeitung. Von 1973 bis Ende 1975 wurden 250 Folgen (mehrmals) ausgestrahlt. Dabei handelte es sich um für das deutsche Publikum nachbearbeitete, synchronisierte Fassungen der amerikanischen Originalsendung. Lediglich wenige Einzelbeiträge stammten aus deutscher Produktion, etwa das Zeigen des Alphabets mit Buchstaben aus Schriftzügen im Stadtbild. Die Titelmelodie stammt von Ingfried Hoffmann. Die bekanntesten Muppets der Einzelbeiträge waren Ernie und Bert, Kermit der Frosch, Grover (Grobi), Cookie Monster (das Krümelmonster), Oscar und Big Bird (Bibo). Unter dem Motto „Ein Wiedersehen mit Bibo & Oscar“ wiederholten die dritten Programme von NDR, WDR (nur 1984) und HR in den 1980er Jahren auf zahlreichen Zuschauerwunsch hin einige dieser synchronisierten US-Folgen mehrmals im gemeinsamen Sommerprogramm. Die letzte Wiederholung lief 1990 im NDR und teilweise im hr. Anders als bei der Erstausstrahlung wurden bei diesen Folgen (abgesehen von Vor- und Nachspann) keine deutschen Einspielfilme gezeigt.

### Folgen mit deutscher Rahmenhandlung
Ab 1976 wurde die originale Rahmenhandlung nicht mehr gezeigt, da insbesondere die Figur des Oscar vehemente Proteste seitens der Elternschaft hervorrief. Stattdessen gab es eine filmisch erzählte Geschichte, die in keiner Straße spielte, so dass der Serientitel Sesamstraße nun nicht mehr nachvollziehbar war. Hauptfiguren waren ein kleiner Junge namens Bumfidel und seine Mutter.
Am 2. Januar 1978 startete eine „deutsche Sesamstraße“ als Rahmenhandlung, die das Studio Hamburg des NDR in Wandsbek produzierte. Bei dieser deutschen Kulisse handelte es sich aber weniger um eine Wohnstraße als vielmehr um eine Art offenes Haus. Den Mittelpunkt bildete dabei die Küche mit einer Theke und Hockern davor. Hauptdarsteller waren von nun an zwei Menschen und zwei Puppen: Bei den Menschen handelte es sich um Schauspieler, eine Frau und einen Mann, die meist mit ihren wirklichen Vornamen auftraten. In der ersten Staffel übernahmen Henning Venske und Liselotte Pulver (Lilo) diesen Teil. Später folgten unter anderem Ilse Biberti, Manfred Krug, Uwe Friedrichsen, Ute Willing und Horst Janson. Ab 1986 traten Hildegard Krekel (Bettina) und Gernot Endemann (Schorsch) auf. Für die beiden Puppen reiste der Henson-Mitarbeiter Kermit Love mehrere Wochen durch Deutschland, um sich bei der Gestaltung von Figuren inspirieren zu lassen, die dem deutschen Wesen entsprachen. So entstanden Samson und Tiffy – bis 1983 gespielt und geprägt von Peter Röders und Kerstin Siebmann-Röders. Samson als großer Bär nimmt dabei in etwa die Rolle von Bibo in der originalen Sesame Street ein. Weitere Menschen wie etwa ein Postbote kamen nur ausnahmsweise vor; weitere Puppen gab es zunächst nicht. Später kamen hinzu: Herr von Bödefeld, die Schnecke Finchen sowie Samsons Vetter Simson. Ein Bestandteil des Sendekonzeptes war es, hinter die Kulissen des Fernsehens zu blicken, also die Regie- und Kamera-Arbeit sowie die (damaligen) Möglichkeiten visueller Trickverfahren aufzuzeigen und ins Geschehen einzubinden. So konnten die „Bewohner“ jederzeit trockenen Fußes auf die Südseeinsel wandern und danach die Regie bitten, das Wasser einzublenden.
Höhepunkt dieser Phase stellte die große Zirkusgala anlässlich der 1000. Folge dar, bei der auch Original-Puppen aus den USA wie Bibo auftraten.
Ungeachtet der nun deutschen Rahmenhandlung lief Sesamstraße nach wie vor nicht regulär im Bayerischen Fernsehen. Lediglich im Samstagnachmittagprogramm im Ersten konnte man eine Folge sehen.

### Nach dem Großbrand
Nach dem Tod des bisherigen Samson-Darstellers Herbert Langemann 1987 und nachdem bei einem Großbrand in einer Lagerhalle des NDR in Buxtehude 1988 der Kostümfundus, Requisiten und Kulissenteile der Sesamstraße zerstört wurden, wurde das deutsche Konzept der Serie einschließlich Vor- und Abspann erstmals auffällig inhaltlich und technisch überarbeitet. Die bisherigen Kulissen wurden dabei durch neue – bestehend aus Vorgarten, Wald und Höhle – ersetzt. Zusätzlich wurden neue Puppen eingeführt, darunter ein Uhu und Rumpel aus der Regentonne, der den früheren Oscar ersetzte. Die ersten prominenten Mitspieler an der Seite der Puppen waren in diesem neuen Konzept Gernot Endemann, der bereits ab 1986 als Schorsch auftrat, sowie ab 1991 Kirsten Sprick als Bettina. Seitdem traten immer wieder neue aktuelle Schauspieler und Prominente in den Rahmenhandlungen auf, darunter in den 2000er Jahren Peer Augustinski, Dirk Bach, Anke Engelke, Annette Frier und Miriam Krause. Kostümbildnerin für die Schauspieler wie die Kunstfiguren war zehn Jahre lang Julia Stoess.
Am 30. Dezember 1993 wurde in den USA die Neujahrssendung Sesame Street Stays Up Late (bekannt als Sesame Street Celebrating Around The World) ausgestrahlt, in der gezeigt wurde, wie in anderen Ländern Silvester gefeiert wird, etwa Israel, Mexiko, Deutschland, Norwegen, Japan und Portugal, wobei einige Figuren aus den nationalen Sesamstraßenausgaben auftraten. Im Beitrag über Deutschland, der in Buxtehude gedreht wurde, tauchten Tiffy als Reporterin, Samson und Finchen auf, zusammen mit einigen Kindern.
Im Jahr 2003 wurde der 30. Geburtstag der Sendung aufwendig mit Sondersendungen und Bühnenshows in deutschen Bahnhöfen gefeiert. Nahezu gleichzeitig änderte die ARD die Ausstrahlungszeiten: Der traditionelle Termin am Vorabend (18:00 bzw. 18:30 Uhr) entfiel und wurde durch Termine im Frühprogramm oder zur Mittagszeit ersetzt. Dies führte vor allem bei Eltern und Freunden der Sesamstraße zu Protesten. Insgesamt wurden über 2000 Folgen gesendet.
Seit 2010 wird ein Ableger der Sesamstraße präsentiert und die Sendung Eine Möhre für zwei ausgestrahlt. Hauptfiguren der Serie sind die aus der Sesamstraße bekannten Figuren Wolle und Pferd.
Der NDR produzierte 2011 einen weiteren Ableger mit 15 Musikfilmen zu je 5 Minuten, Sesamstraße präsentiert: Ernie & Bert Songs. Es handelt sich um neun Märchenlieder sowie sechs Lieder mit den Gästen Lena Meyer-Landrut, Xavier Naidoo, Herbert Grönemeyer, Jan Delay, Juli und Max Raabe. Die Serie wurde vom 5. Dezember bis zum 23. Dezember 2011 im KiKA sowie im Jahr 2012 im NDR ausgestrahlt.
2012 wurde nach vier Jahren Pause wieder eine neue Staffel produziert. Diese war ab dem 1. Oktober 2012 im KiKA zu sehen. Das Konzept wurde dabei komplett erneuert. Im Mittelpunkt der Sendung steht nun Elmo, der von Puppenspieler Martin Reinl gespielt wird. Des Weiteren sind die bereits bekannten „deutschen“ Figuren Finchen, Pferd und Wolle, die bereits „eingedeutschten“, ursprünglich amerikanischen Figuren Ernie und Bert sowie das Krümelmonster und Grobi in der Sendung zu sehen.

## Figuren der Sesamstraße

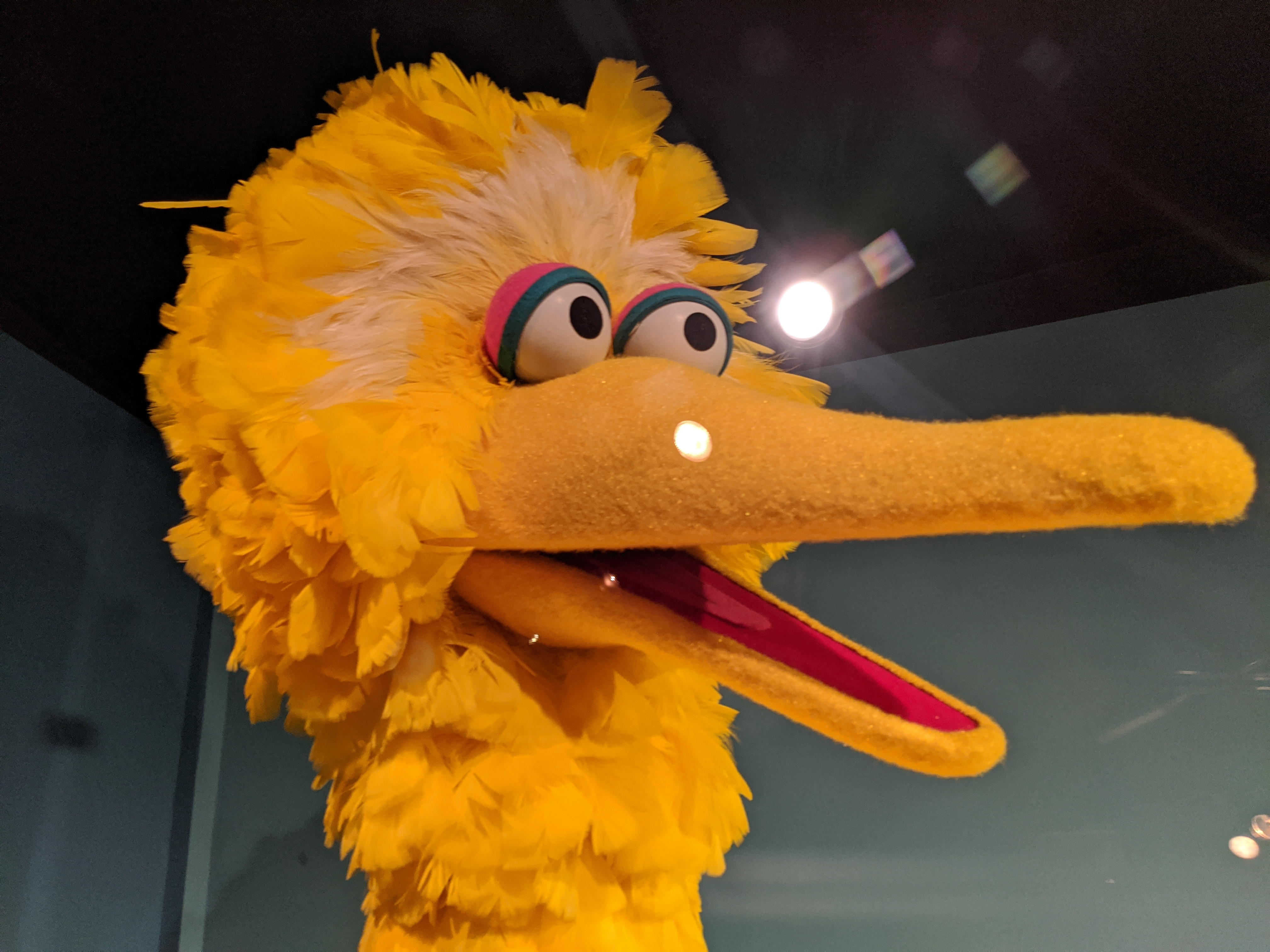
Kopf der um 1975 verwendeten Bibo-Puppe

### US-amerikanische Figuren

#### Puppen

##### Bibo und Klein Bibo

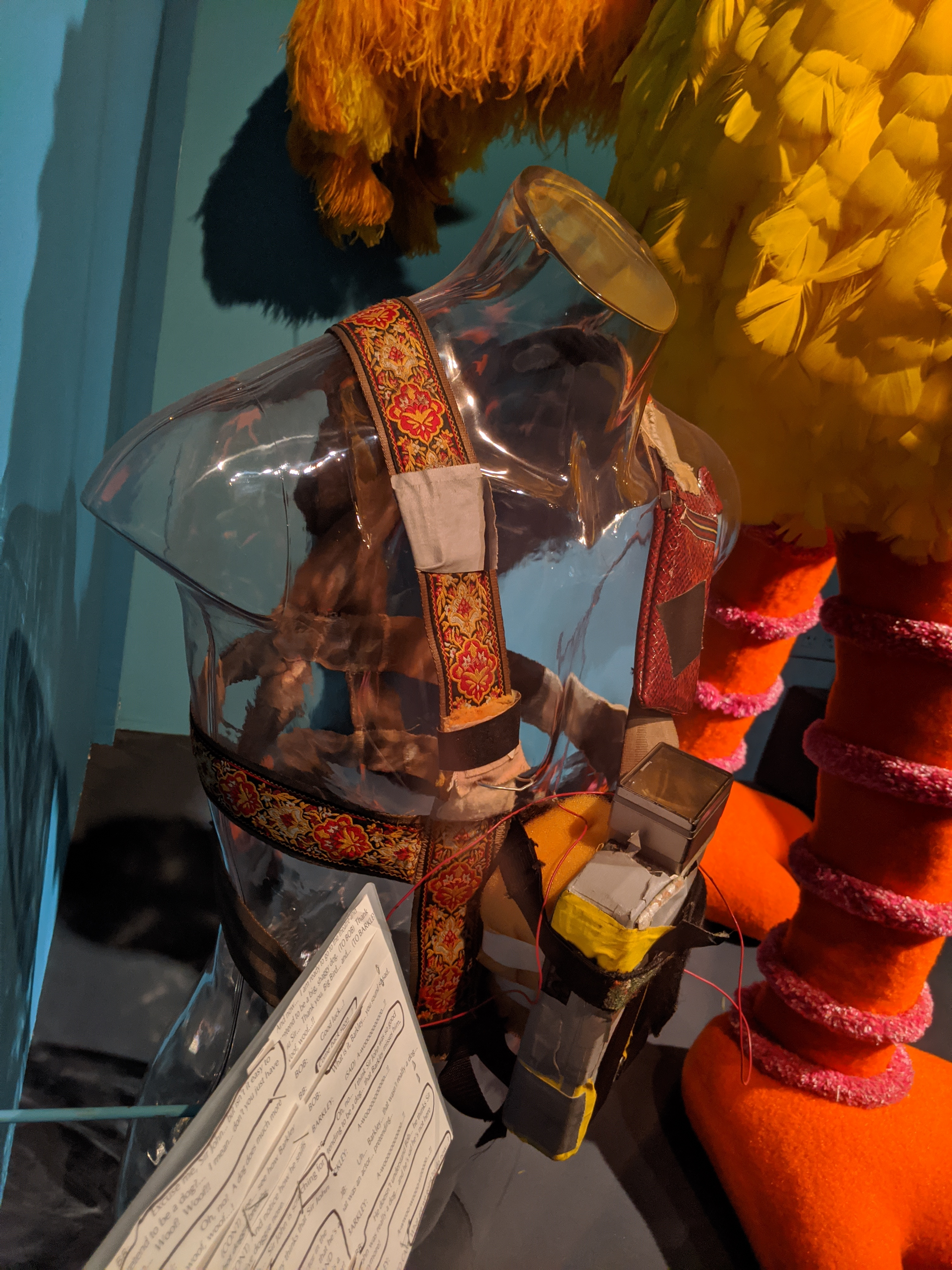
Skript und Monitor (samt Haltegurten), die von Caroll Spinney im Innern der Bibo-Puppe verwendet wurden (1970er)

Bibo (Geburtstag 20. März) ist eine Großfigur. Er ist ein gelber Vogel, der in der amerikanischen Fassung Big Bird heißt. Bibo misst 8 Fuß und 2 Zoll (249 cm). Er wurde von 1969 bis 2018 von Caroll Spinney gespielt. Seit 1997 wird er zunehmend von Matt Vogel gespielt. Das Pendant zu Bibo ist Klein Bibo (Little Bird), der aber nur selten erscheint. Er wird von Fran Brill gespielt.
Das von Spinney getragene Vogelkostüm hatte keine Öffnungen, durch die er hätte hinausblicken können; stattdessen wurde ein kleiner TV-Monitor mit Gurten an dem Oberkörper des Puppenspielers befestigt, damit er sich am Set orientieren konnte.
In den USA erschien 1999 eine Briefmarke, mit der die Sesamstraße geehrt wurde; als Motiv wurde Bibos Konterfei ausgewählt.
Die deutsche Stimme von Bibo ist Wolfgang Draeger, die von Klein Bibo Inken Sommer.

##### Elmo
Elmo (Geburtstag 3. Februar) ist ein Monster mit rotem Fell, einer orangen kartoffelförmigen Nase und weißen Augen. Von 1985 bis 2012 wurde Elmo von Kevin Clash gespielt, seit 2013 von Ryan Dillon. Elmos deutsche Synchronstimme stammte ursprünglich von Sabine Falkenberg (bis 2012), inzwischen wird er von Martin Reinl gespielt und gesprochen. In den deutschen Folgen war er früher ein weibliches Monster und hieß Elma.

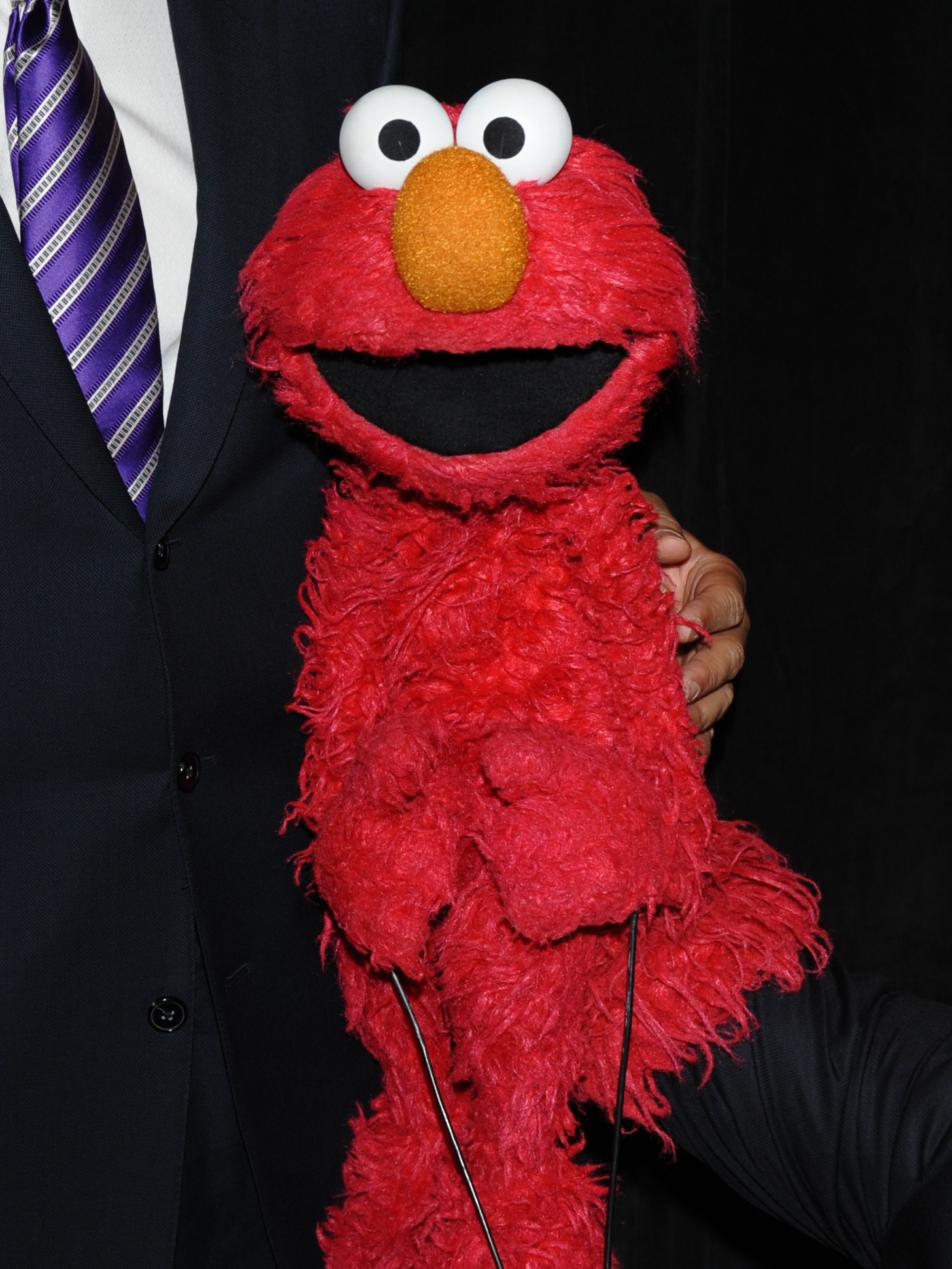
Elmo Handpuppe bei den 69. Peabody Awards im Astoria Hotel New York am 17. Mai 2010

##### Ernie und Bert
Ernie und Bert (im Original: Bert and Ernie) sind von Beginn an Bestandteil der Sesamstraße und zählen zu den populärsten Figuren der Sendung. Sie wohnen zusammen, aber könnten unterschiedlicher nicht sein. Die Namen der beiden Figuren stammen angeblich von zwei Figuren aus dem Film Ist das Leben nicht schön? von 1946. Jim Henson bestritt jedoch offiziell einen Zusammenhang, da er den Film (der erst ab den 1970er Jahren durch Fernsehausstrahlungen neue Popularität erlangte) zum Zeitpunkt der Kreation der beiden Figuren nicht gekannt habe.
Ernie (Geburtstag 28. Januar) stellt den spitzbübischen Teil dar, voll kindlicher Naivität und Unbefangenheit. Er hat ein unbeschwertes Gemüt und macht Bert mit seinen teils anarchischen Ideen und Einfällen oft das Leben schwer. Ernie ist bekannt für sein Quietscheentchen und sein kehliges Kichern; außerdem macht er gerne nervige und laute Dinge wie Schlagzeug- oder Klavierspielen. Er spielt wie viele amerikanische Kinder gerne Schlagball und mag Luftballons. Ernie hat eine Cousine namens Ernestine.
Ernie wurde für die Pilotfolge der Sesamstraße erfunden. Er wurde von einer sogenannten Lebendige-Hand-Puppe verkörpert: Ein Puppenspieler spielt mit seiner rechten Hand Kopf und Mund von Ernie und mit der linken Hand den linken Arm, während ein anderer Puppenspieler mit seiner rechten Hand den rechten Arm von Ernie spielt. Ursprünglich wurde die Puppe aus Schaumstoff, Filz, Stoff und Plastik gefertigt. Von 1969 bis 1990 spielte Jim Henson Ernie, von 1993 bis 2014 übernahm Steve Whitmire die Rolle. Von 2014 bis 2017 spielte Billy Barkhurst Ernie, seit 2017 Peter Linz. Seit 2006 wird Ernie für die deutsche Sesamstraße von Martin Paas gespielt und gesprochen.
Im Kontrast dazu verkörpert Bert (Geburtstag 26. Juli), der schon vom Aussehen her streng wirkt (langer gelber Kopf mit einer durchzogenen Augenbraue und immer mit einem grün-orange-blau längsgestreiften Pullover bekleidet), den stets korrekten, langweiligen und erwachsenen Typ. Er hat ein Faible für Tauben, speziell für seine Lieblingstaube Betty (im Original Bernice), und sammelt langweilig anmutende Dinge wie Kronkorken, Büroklammern und Papierschnipsel; außerdem liest er gerne Taubenwitzebücher und hört gerne Blasmusik bzw. Polka. Bert hat einen Zwillingsbruder, Bart (Bernd in der deutschen Version), und einen Neffen Brad (Gerd in der deutschen Version).
Bert wurde als Hand-und-Stock-Puppe nur von einer Person gespielt. Dadurch ist er unbeweglicher als Ernie. Berts Original-Puppe ist aus Schaumstoff, Filz, Plastik und Stoff gefertigt. Seit 1969 spielt Frank Oz Bert, seit 1997 auch Eric Jacobson.
Die Wechselbeziehung der beiden entgegengesetzten Charaktere bildet den Ansatzpunkt, aus dem sich die Handlungen der einzelnen Episoden entwickeln. Kinder können daraus lernen, sich mit ihrer Umwelt auseinanderzusetzen.
In Deutschland wurde Ernie von Gerd Duwner synchronisiert (1973–1996), in den Jahren 1997–2001 von Peter Kirchberger und schließlich ab 2001 von Michael Habeck. Berts deutsche Synchronstimme war Wolfgang Kieling (1973–1985). Ab 1986 übernahm nach Kielings Tod Horst Schön die Synchronisierung; als weitere Sprecher folgten Rolf Jülich und Christian Rode. Die ersten deutschen Puppenspieler waren 2003 Bodo Schulte (Bert) und Andreas Förster (Ernie). Seit 2007 werden die beiden von Martin Paas (Ernie) und Carsten Morar-Haffke (Bert) gespielt, gesprochen und synchronisiert.

##### Graf Zahl
Graf Zahl (Geburtstag 9. Oktober) (im englischsprachigen Original: Count von Count oder kurz und doppeldeutig The Count) bringt Kindern im Vorschulalter das Zählen von Dingen bei. Häufig zählt er irgendwelche Dinge in seinem Schloss, wobei er ständig von den Fledermäusen umflattert wird, die zusammen mit ihm in dem Gemäuer hausen. Wenn er beim Zählen die Zahl erreicht hat, um die es in der entsprechenden Episode geht, lacht er laut auf, wobei es im Hintergrund blitzt und donnert.
Das in den Außenaufnahmen gezeigte Schloss ist das Belvedere Castle im New Yorker Central Park.
Im englischen Original sowie in der französischen Übersetzung lässt sich das ursprüngliche Wortspiel nachvollziehen: das Verb to count (frz. compter) bedeutet zählen, während das Substantiv count (frz. le comte) Graf bedeutet.
Die Figur „Graf Zahl“ basiert auf der Darstellung von Graf Dracula durch den Schauspieler Bela Lugosi.
Graf Zahls Puppe ist eine Lebendige-Hand-Puppe. Das heißt, sie wird von zwei Puppenspielern gespielt, wobei der eine Kopf und linken Arm, der andere Puppenspieler den rechten Arm spielt. Von 1972 bis 2012 spielte Jerry Nelson die Puppe. 2013 übernahm Matt Vogel die Rolle. Die deutsche Synchronstimme von Graf Zahl war Alf Marholm, später wurde er von Harald Halgardt gesprochen.

##### Grobi
Grobi (Geburtstag 14. Oktober) (im englischsprachigen Original: Grover) ist ein liebenswertes, blaues und schusseliges Monster.
Grobi spielt wechselnde Rollen. Häufig tritt er als Kellner auf. In diesen Szenen wird entweder der Gast durch Grobi oder Grobi durch die übertriebenen oder wechselnden Ansprüche des Gastes zur Verzweiflung getrieben. In einigen Sketchen erklärt er mit Kermit dem Frosch Zusammenhänge des Alltags, wobei Kermit doziert und Grobi die praktische Veranschaulichung unter vollem physischen Einsatz übernimmt – oder dies zumindest versucht. In Anlehnung an Superman erscheint statt Grobi zuweilen das Alter Ego Supergrobi. Hier trägt er einen Ritterhelm und einen flatternden Umhang und kann fliegen. Allerdings bringt er ausschließlich Bruchlandungen zu Beginn seines Einsatzes zustande. Als Supergrobi versucht er als Retter kleiner Mädchen und Kaninchen ebensolchen zu helfen. Regelmäßig bringt er sich dabei selbst in Schwierigkeiten. Gelegentlich erscheint auch Grobis Mutter, die ihrem Sohn Ratschläge erteilt.
Seit September 2010 in den USA und seit Januar 2013 in Deutschland sind Abenteuer mit Supergrobi 2.0 (engl.: Super Grover 2.0) zu sehen. Im Mittelpunkt steht dabei die Anwendung von „Wissenschaft, Technologie, Technik und Mathematik“.
Die erste Grobi-Puppe von 1967 war grünlich-braun mit einer auffallend roten Nase. Die Puppe war eine Hand- und Stock-Puppe, bei der die rechte Hand des Puppenspielers Kopf und Mund bewegt, während die linke Hand über Stöcke die Hände steuert. Gefertigt war sie aus Kunstpelz, Schaumstoff und Plastik.
Von 1970 bis 2012 wurde Grobi von Frank Oz gespielt. Bereits seit 1998 wird er von Eric Jacobson gespielt. Grobis deutsche Synchronstimme stammte ursprünglich von Karl-Ulrich Meves, danach von Robert Missler. Inzwischen wird er von Martin Reinl gesprochen.

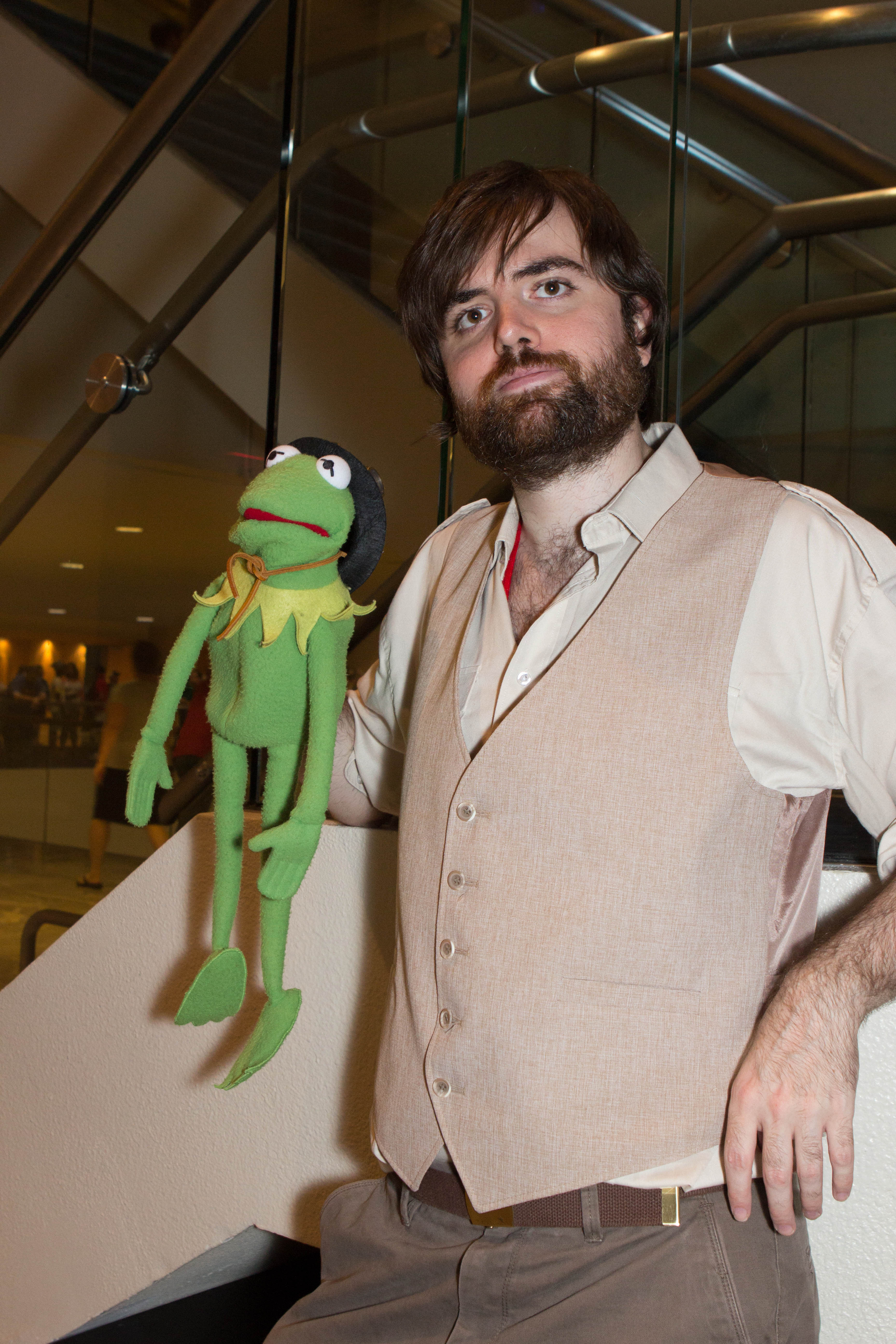
Ein Cosplayer auf der Veranstaltung Dragon Con 2013 als Jim Henson mit Kermit dem Frosch

##### Kermit
Kermit der Frosch (im englischsprachigen Original: Kermit the Frog) ist ein grüner Frosch, der auch in der Muppet Show als Gastgeber auftritt. Dadurch nimmt er eine Sonderstellung ein; bei den Merchandising-Produkten, insbesondere in den Illustrierten zur Sesamstraße, kommt Kermit nicht vor.

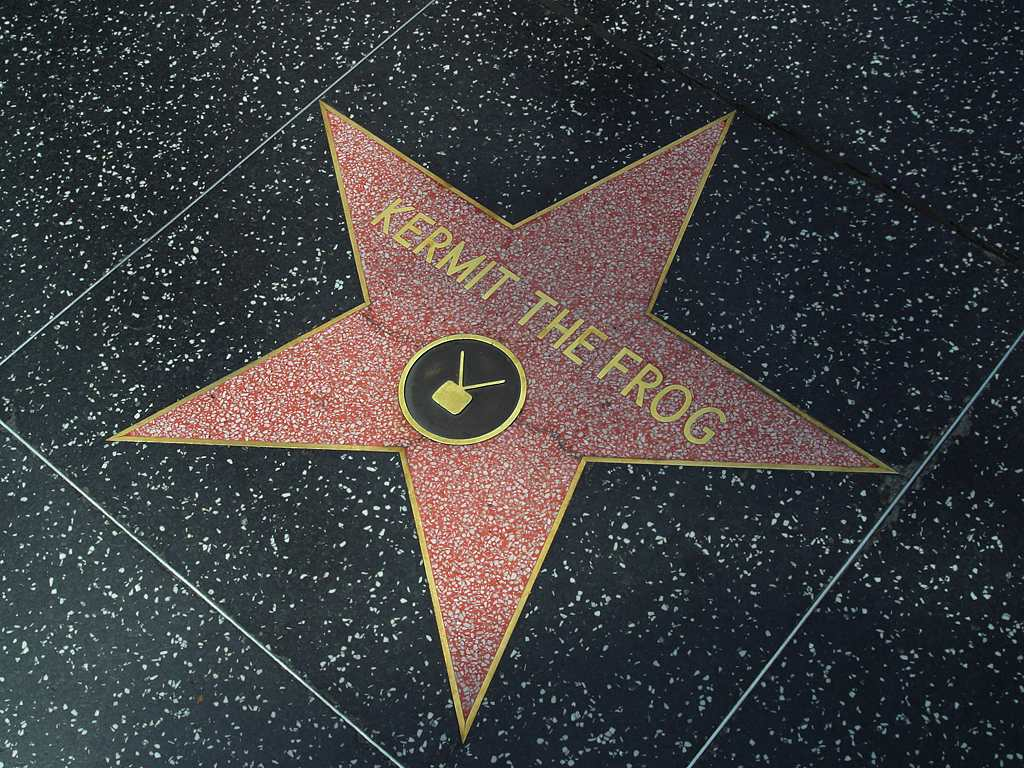
Kermits Stern auf dem Walk of Fame in Hollywood

In der Sesamstraße erscheint er in den verschiedensten Einspielfilmen, darunter die „Sesamstraßen-Nachrichten“, welche er als Reporter moderiert: So ist er unter anderem in bedeutsamen Momenten von Märchen anwesend – wo meistens etwas anders lief als im Original. So lässt z. B. das schwerhörige Rapunzel nicht nur ihr Haar herab, sondern gleich die ganze Perücke fallen. Rotkäppchen und Die drei kleinen Schweinchen sind ebenfalls in einzelnen Episoden zu Gast, genauso wie ein gewisser Udo Rumpelstilzchen. Weiterhin gehen die Sesamstraßen-Nachrichten auf humorvolle Art den Texten von Kinderliedern auf den Grund. Außerdem erklärt Kermit den Kindern Formen und Farben, wobei er nicht selten von seinem übermotivierten Assistenten Grobi oder dem Kekse suchenden Krümelmonster gestört wird. Ein bekanntes Experiment von ihm ist die Was-passiert-dann-Maschine.
Kermit wurde von 1955 bis 1990 von Jim Henson gespielt, von 1990 bis 2016 von Steve Whitmire. Seit 2017 spielt Matt Vogel die Rolle. Kermits deutsche Synchronstimme lieh ihm Andreas von der Meden für die Sesamstraße; in der Muppet Show war es zunächst Horst Gentzen. Nach dessen Tod hörte man auch hier die Stimme von Andreas von der Meden.
Kermit erhielt im Jahr 2002 einen Stern auf dem Walk of Fame in Hollywood.

##### Krümelmonster

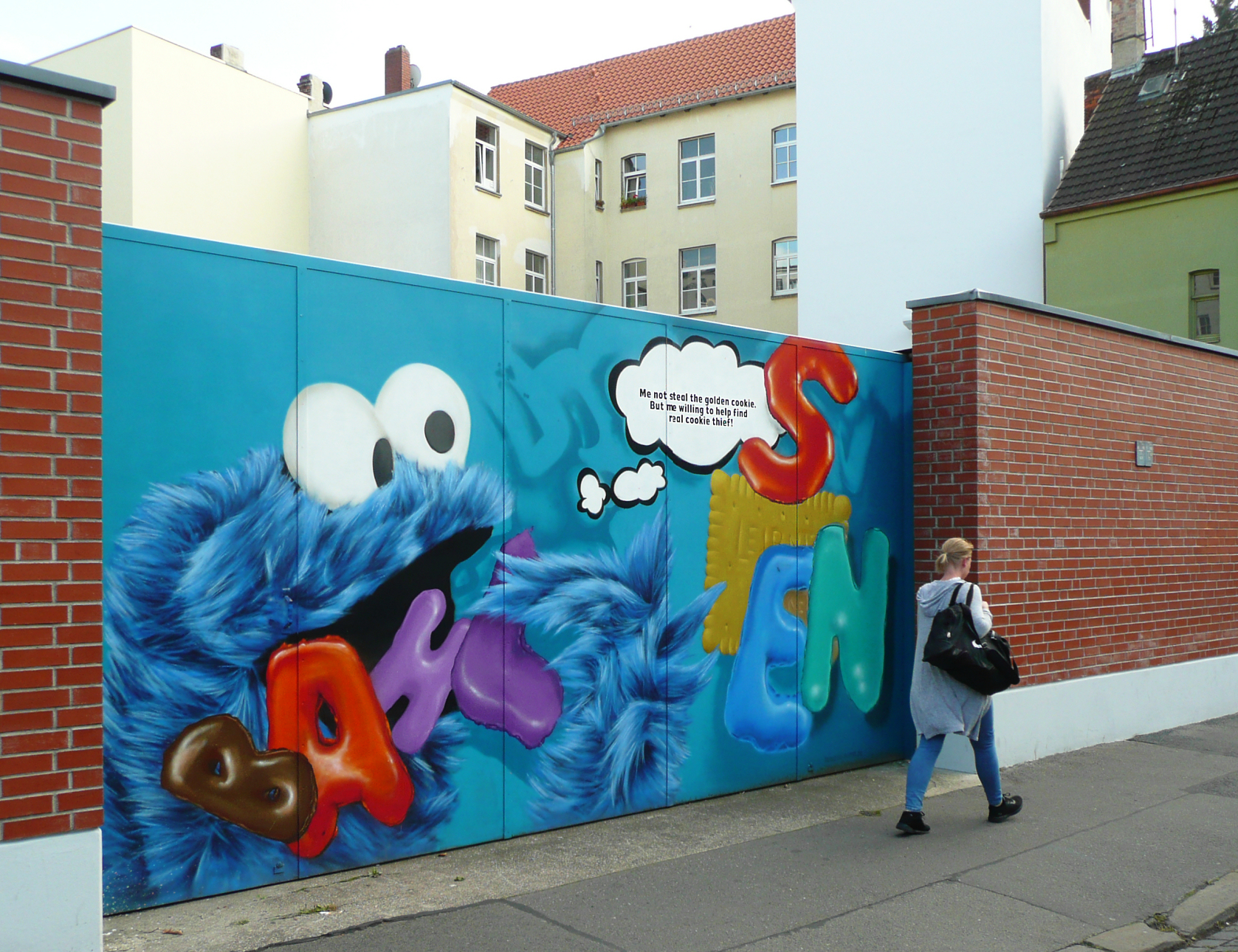
Graffito des Krümelmonsters am Werkstor von Bahlsen in Hannover (2020)

Krümelmonster (Geburtstag 2. November) (im englischsprachigen Original: Cookie Monster) ist ein großes Monster mit blauem Fell und rollenden Augen. Sein wenig bekannter Name lautet Sid, der jedoch nicht als Rufname Verwendung findet. Kekse sind seine Leibspeise, es vertilgt sie hastig und in einem Gestöber von Krümeln, was seinen deutschen Namen erklärt. Im Original spricht es grammatikalisch falsch („Cookies! Me eat!“ – "Kekse! Ich essen!"), in der deutschen Übersetzung spricht es jedoch bis auf die Angewohnheit, von sich selbst in der dritten Person zu reden und Artikel auszulassen („Krümel möchte Keks haben!“), weitgehend normal.
Krümelmonster ist fast immer hungrig und fordert dann, völlig unabhängig vom aktuellen Gesprächsthema „Keeekseee!“. Sein Hunger treibt ihn auch oft dazu, die Dekoration der Bühnenbilder, in denen er sich bewegt, aufzuessen. Dies wird oft als komischer Effekt eingesetzt, etwa wenn er einen Buchstaben erklären soll, ihn dann aber auffrisst. Obwohl er im hungrigen Zustand oft rabiat erscheint, ist er doch gutmütig und nicht furchterregend. Er tut seinen Freunden immer nur kurz weh – bis diese ihn mit Essen, am besten mit Keksen, ruhigstellen. Selten taucht auch die Mutter auf. Sie sieht ihrem Sohn sehr ähnlich, ist aber auf dem Kopf stärker behaart und trägt im Gegensatz zum stets unbekleideten Krümelmonster Strickkleider.
Krümelmonster wurde in Deutschland nacheinander von Alexander Welbat, Gerlach Fiedler, Edgar Ott und Douglas Welbat synchronisiert.
Lieder der Sesamstraße, in denen das Krümelmonster eine wichtige Rolle spielt, sind:
- Hätt’ ich Dich heut erwartet (gesungen von Ernie)
- Kekse
- Oh, mein Keks ist zerkrümelt (Edgar Ott, mit dem Keks-Symphonieorchester)
- Denn Keks schmeckt lecker, lecker, lecker (Edgar Ott, mit dem Keks-Symphonieorchester)
- Ich verlor meine Kekse in der Diskothek, verlor sie bei der Disko-Musik …
- In den USA zählt außerdem C is for Cookie („C steht für Kekse“) zu den bekanntesten Liedern der Sesamstraße

Henson erfand das Krümelmonster 1966 für einen Sketch in der Ed Sullivan Show. Die Puppe aus Kunstpelz, Schaumstoff und Plastik wird seit 1969 von Frank Oz gespielt, seit 2001 außerdem von David Rudman.
1978 war erstmals Alistair Cookie, ein Alter Ego des Krümelmonsters, in der Sesamstraße zu sehen. Er moderierte die Reihe Monsterpiece Theater, eine Parodie des Masterpiece Theater, das von Alistair Cooke moderiert wurde. In den Sketchen des Monsterpiece Theater wurden zahlreiche Romane, Theaterstücke und Filme parodiert, z. B. Die 39 Stufen, Wenn der Postmann zweimal klingelt und Viel Lärm um nichts.
2013 startete die Reihe Cookie's Crumby Pictures. Mit dem Krümelmonster in der Hauptrolle werden hier zahlreiche Filme parodiert, beispielsweise Fluch der Karibik, Der Herr der Ringe oder Twilight – Biss zum Morgengrauen. 2016 startete die Reihe Smart Cookies, in der das Krümelmonster zusammen mit Keksen Verbrechen bekämpft.

##### Lulatsch
Beim heutigen Lulatsch – einem großen, kräftigen Monster mit hellblauem Fell, einer großen violetten Nase und einer durchgehenden Augenbraue – handelt es sich um das ursprüngliche Herry Monster, welches unter dem Namen Harry auch in Deutschland erschien. Der ursprüngliche Lulatsch war (als er noch Herry hieß) eine Puppe, die besser zum Namen passte: ein großes, schmalschultriges Monster mit sehr breiter Nase. Manchmal wird jedoch auch das Beautiful Day Monster in der deutschen Version Lulatsch genannt.
Puppenspieler von Lulatsch war von 1970 bis 2003 Jerry Nelson. Seit 2015 wird er von Peter Linz gespielt. Lulatsch wurde in Deutschland von Jochen Sehrndt synchronisiert.

##### Mumpitz
Mumpitz (im amerikanischen Original The Amazing Mumford) ist ein Zauberer, der sich stets als „Der Große Mumpitz“ vorstellt und anschließend sein Können mit Zauberstab, Zylinder und dem Zauberspruch „Rubbeldiwupp, Rubbeldidupp, Schnipp-Schnapp!“ oder ähnlich demonstriert. Das Ergebnis ist stets nicht das von Mumpitz erwünschte und wird auch bei anschließenden weiteren Zauberversuchen nie zufriedenstellend erreicht. Gelegentlich drängt sich Grobi als ungebetener Assistent auf, wobei er dann unmerklich Opfer der Zauberkunst des „Großen Mumpitz“ wird.
Mumpitz wurde von Jerry Nelson gespielt und in Deutschland von Helmo Kindermann synchronisiert.

##### Oscar
Oscar (Geburtstag 1. Juni) (im amerikanischen Original Oscar the Grouch, übersetzt: Oscar der Griesgram; im Deutschen gelegentlich auch Oskar geschrieben) ist eine Stoffpuppe mit breitem Kopf und zottigem grünen (ursprünglich orangem) Fell. Er lebt in der Sesamstraße in einer Mülltonne vor dem Haus, aus der er gelegentlich auftaucht, meist, um seine schlechte Laune zu verbreiten. Durch seine invertierte Wahrnehmung von schön—hässlich, angenehm—unangenehm stellt er Selbstverständliches bei den jungen Zuschauern in Frage (so erfreut er sich etwa an der eigenen schlechten Laune). Der Abfall liebende Oscar stand bei manchen Eltern im Verdacht, einen schlechten Einfluss auf das junge Publikum auszuüben (vgl. das Lied: „Ich mag Müll. Alles, was schmutzig ist, stinkig und dreckig. Ja, ich mag Müll!“). In den ersten US-Folgen trug Oscar noch ein oranges Fell, in denen der deutschen Adaption war er aber von Beginn an grün. Er wurde von 1969 bis 2018 von Caroll Spinney gespielt, seit 2015 auch von Eric Jacobson. Oscar wurde in Deutschland von Gottfried Kramer synchronisiert. Nach Kramers Tod übernahm Michael Lott den Synchronpart für Oscar.

##### Robert
Robert (im englischsprachigen Original: Guy Smiley) war der immer lächelnde (engl. to smile = lächeln), dauerredende Moderator diverser Game-Shows in der Serie, in denen verschiedene Figuren als Kandidaten auftraten. Robert war als Parodie auf den US-kanadischen Quizmaster Jim Perry konzipiert. Der Name in der deutschen Sesamstraße leitet sich von Robert Lembke ab, seine Shows ähneln oft dem Konzept von Lembkes Ratesendung Was bin ich?.
Robert wurde im Original von 1969 bis 1990 von Jim Henson gesprochen. Nach dessen Tod 1990 trat die Figur nur noch vereinzelt auf. Seit 2005 wird Robert von Eric Jacobson gespielt.

##### Schlemihl
Schlemihl (im Original: Lefty, the Salesman; zum Namen siehe auch Schlemihl), ein Händler in der Sesamstraße, trägt einen langen Mantel und versucht mit stets etwas dubios anmutenden Geschäftspraktiken seine Partner über den Tisch zu ziehen. Im Auftreten erinnert er stark an einen Schwarzmarkthändler, der illegal seinem Geschäft nachgeht. Legendär sind seine Versuche, Buchstaben, Zahlen und sogar Luft zu verkaufen, wobei er regelmäßig mittels „Psssst“ auf die Exklusivität des Angebots (in der Innenseite seines Mantels befestigt) hinweist. Meist ist es Ernie, auf den er als Geschäftspartner trifft; typischer Dialogbeginn: „He, Du!“ – „Wer, ich?“ – „Psssst!“ – (leiser) „Wer, ich?“ – „Genaaaaau…“ und weiter nach dem Schema „…Möchtest du ein A kaufen?“ (öffnet eine Mantelseite).
Schlemihl wurde von Frank Oz gespielt und in Deutschland zunächst von Reiner Brönneke, später von Horst Stark synchronisiert.

#### Weitere US-amerikanische Puppen
- Abby Cadabby (Geburtstag 21. Oktober), ein feenähnliches Monstermädchen mit rosa Haut, zwei stehenden lilabunten Zöpfen und Flügeln. Gespielt von Leslie Carrara-Rudolph (seit 2006).
- Betty Lou, ein kleines blondes Mädchen mit rosa Haut, das oft mit dem Beautiful Day Monster zusammen auftritt. Ähnelt Mariechen, trägt im Unterschied zu ihr aber Zöpfe. Dieselbe Puppe wurde auch für die Figur der Helen Happy und der Lucy Jones verwendet. In Deutschland wurde sie anfangs unter dem Namen Susi Sorglos bekannt.
- Blaffido Flamingo, ein opernsingender Flamingo. (Plácido Flamingo, benannt nach Plácido Domingo.) Gespielt von Richard Hunt.
- Briefkasten-Oma (Granny Fanny Nesselrode), gespielt von Caroll Spinney (seit 1970).
- Clancy, ein grünes Monster mit pinker Nase und durchgehender, schwarzer Augenbraue.
- Der Tonmann (the soundman), ein blauhäutiger Mann, der für einige Worte Geräusche von sich gibt, dem ausgelassenen Wort entsprechend, was es für seine Gesprächspartner schwierig macht, ihn sofort zu verstehen.
- Denkedran Jost (Forgetful Jones), der vergessliche Cowboy. Gespielt von Michael Earl (1979–1981) und Richard Hunt (1981–1992).
- Don Schnulze (Don Music), gespielt von Richard Hunt (deutsche Stimme: Peter Kirchberger).
- Eberhard Freitag (Roosevelt Franklin), ein kleiner Junge mit lila Haut und schwarzen Haaren, gespielt von Matt Robinson. Gelegentlich tritt auch seine ähnlich aussehende Mutter auf.
- Eule Huh (Hoots the Owl), eine Eule, die Saxophon spielt und eine Vorliebe für Jazz hat. Gespielt von Kevin Clash (seit 1985) (deutsche Stimme: Frank Zander).
- Julia ist ein vierjähriges Mädchen mit roten Haaren und grünen Augen. Der erste Auftritt war in der Folge „Meet Julia“, welche in den Vereinigten Staaten am 10. April 2017 ausgestrahlt wurde. Julia ist Autistin. Sie wird von Stacey Gordon gespielt.
- Klementine (Clementine), Freundin von Denkedran Jost. Gespielt von Brian Muehl (1979–1984), Kevin Clash (1985–1987) und Camille Bonora (1987–1992).
- Das Monster, manchmal auch Lulatsch (Beautiful Day Monster)
- Mariechen (Prairie Dawn), eine von wenigen nasenlosen menschenähnlichen Figuren. Gespielt von Fran Brill (1971–2015) und Stephanie D’Abruzzo (seit 2016).
- Murray Monster, gespielt von Joey Mazzarino (seit 2005).
- Familie Snuffleupagus, Mammuts ohne Stoßzähne, leben in einer Höhle mit der Anschrift 456 Snuffle Circle. Erster Auftritt in Episode 0276 (1971).
  - Mammi Snuffleupagus (auch Mommy Snuffle), gespielt von Jerry Nelson (1970er), Martin P. Robinson (1980er), David Rudman (1980er-1990er), Noel MacNeal (1990er-2000er) und Jennifer Barnhart (2000er).
  - Aloysius Snuffleupagus (auch Snuffleupagus, Snuffy, Mr. S.), gespielt von Jerry Nelson (1971–1978), Michael Earl (1978–1982) und Martin P. Robinson (seit 1981).
  - Alice Snuffleupagus, gespielt von Judy Sladky (seit 1988).
  - Tante Agnes Snuffleupagus
  - Oma Snuffle („Granny“), gespielt von David Rudman, Noel MacNeal und Jennifer Barnhart.
  - Abigail Snuffleupagus (Cousine), gespielt von Martin P. Robinson (seit 1983).
  - Onkel Abe
- Georg, oft Baby-Bär genannt (Baby Bear). gespielt von David Rudman (seit 1991) (deutsche Stimme: Till Demtrøder).
- Grobis Stammgast im Restaurant (Mr. Johnson), gespielt von Jerry Nelson (1971–2012) und Matt Vogel (seit 2014).
- Herbert Leichtfuß (Herbert Birdsfoot), gespielt von Jerry Nelson.
- Hänschen Kichererbse (Harvey Kneeslapper), ein tollpatschiger Witzbold, dem es meist nicht gelingt, sein Gegenüber hereinzulegen.[23] Gespielt von Frank Oz ab 1971. Die Figur wurde aufgegeben, weil Oz das Lachen als zu anstrengend für seine Stimme empfand.[24]
- Miami Mice, eine Parodie der US-Serie Miami Vice. Da die Einspieler der Sesamstraße und Miami Vice beide im Studio Hamburg synchronisiert wurden, haben die beiden Mäuse auch die deutschen Stimmen von Don Johnson (Reent Reins) und Philip Michael Thomas (Lutz Mackensy).
- Natasha, Baby-Monster, das brabbeln, aber nicht sprechen kann. Tochter von Humphrey und Ingrid. Gespielt von Kevin Clash.
- Professor Hastig (Professor Hastings), ein zerstreuter Professor, der oft einschläft. Gespielt von Frank Oz (seit 1969) (deutsche Stimme: Günther Jerschke).
- Rosita (Geburtstag 7. Dezember), ein bilinguales 7,5-jähriges Monstermädchen (Englisch und Spanisch) mit türkisem Fell, orangen Wimpern, einer kleinen orangen Nase und einer gelben Schleife im Haar. Der Grund, dass sie im Gegensatz zu Sina nicht zwei, sondern nur eine Schleife im Haar trägt, ist, dass sie einfach nicht mehr so klein ist. Ursprünglich war ihr Aussehen an einen Flughund angepasst und sie hatte Flügel unter ihren Armen. Als sie 2004 wiederaufgebaut werden musste, wurden ihre Flügel weggelassen. Gespielt wird sie von Carmen Osbahr (seit 1991).
- Sherlock Humbug (Sherlock Hemlock), „der größte Detektiv der Welt“, benannt nach Sherlock Holmes. Gespielt von Jerry Nelson (deutsche Stimme: Horst Stark).
- Sina (Zoe) (Geburtstag 10. März), ein 3,5-jähriges Monstermädchen mit orangem Fell, violetten Wimpern, einer kleinen violetten Nase und zwei rosa Schleifen im Haar. Gespielt von Fran Brill (1993–2015) und Jennifer Barnhart (seit 2016) (deutsche Stimme: Tanja Dohse).
- Telly (Geburtstag 16. Oktober), ein pinkes Monster mit oranger Nase. Gespielt von Brian Muehl (1979–1984) und Martin P. Robinson (seit 1984) (deutsche Stimme: Franz-Josef Steffens).
- Yip-Yips (The Martians), Außerirdische, die außer dem dauernd abgegebenen Laut „Yip-Yip“ ab und zu ein paar Brocken „gekautes“ Englisch von sich geben.
- Zagg

#### Menschen
Von Beginn der Serie an gehörte die Mischung von Puppen und menschlichen Schauspielern zum Konzept der Sendung. Die Originaldarsteller der menschlichen Rollen wurden vom ursprünglichen Produzenten Jon Stone ausgewählt. Dazu wurden Probeaufnahmen gemacht und Kindern gezeigt, um deren Reaktionen auf die Darsteller zu beobachten. Zu Beginn gehörten die folgenden vier Rollen zum Team der Sesamstraße, wie sie anfangs auch synchronisiert in Deutschland zu sehen war:
- Bob: Musiklehrer, von 1969 bis 2016 gespielt von Bob McGrath, gesprochen von Lutz Mackensy.
- Gordon: Lehrer, von 1969 bis 1972 gespielt von Matt Robinson, gesprochen von Volker Lechtenbrink. Von 1972 bis 1974 wurde die Rolle von Hal Miller und von 1974 bis 2016 von Roscoe Orman gespielt.
- Herr Huber (im Original: Mr. Hooper): Ladenbesitzer, von 1969 bis 1982 gespielt von Will Lee, gesprochen von Manfred Steffen. Will Lee spielte die Rolle bis zu seinem Tod im Dezember 1982. Im darauffolgenden Jahr wurde in der Thanksgiving-Episode sein Tod thematisiert.
- Susanne (im Original: Susan): Krankenschwester und Gordons Frau, von 1969 bis 2016 gespielt von Loretta Long, gesprochen von Christa Berndl.

Im Lauf der Jahrzehnte kamen zahlreiche weitere, teilweise auch jahrelang bleibende, feste Rollen und auch viele Gaststars dazu.

#### Figuren, die weder Puppen noch Menschen sind
- Susanne Klickerklacker (im Original: Alice Braithwaite Goodyshoes): Die Zeichentrickfigur Susanne Klickerklacker wurde nur während der ersten Staffel der amerikanischen Sesamstraße (1969–1970) produziert und in den darauf folgenden Jahren häufig wiederholt. Sie ist ein süßes, arrogantes kleines Mädchen, das die Unterschiede zwischen durch und herum, nass und trocken, oben und unten zu erklären versucht. Ihre Vorträge beginnen mit: „Ich heiße Susanne Klickerklacker, wie ihr vielleicht wisst. Und ich bin das klüüügste Mädchen der Welt!“ Oftmals erscheint ein Monster, und ihr Auftritt endet nach 30 Sekunden im Missgeschick. Susanne Klickerklacker wurde in der deutschen Ausgabe von Gisela Trowe gesprochen.

### Figuren in der deutschsprachigen Produktion

#### Samson
Samson ist der naive Partner der altklugen Tiffy. Samsons Vetter heißt Simson, wie (angeblich) auch sein Großvater.
Samson ist eine Großfigur mit zotteligem braunem Fell, die einen Bären darstellt. Es handelt sich um eine schwingend aufgehängte Puppe, bei der der Körper nach dem Hosenträger-Prinzip frei schwingend an einem Gestell hängt, während der Kopf durch ein Schultergestell getragen wird. Der Puppenspieler sieht über einen im Kopfinneren angebrachten Monitor, wohin er sich bewegt.
Samson hat eine Vorliebe für Würstchen, gebrannte Mandeln und sein Schnuffeltuch. Sein Vetter Simson (gespielt von Lutz Wiggert) tauchte erstmals 1986 in der Sesamstraße auf. Er unterschied sich kaum von Samson, trug aber grün-weiße Schuhe, eine Mütze und eine Fliege, später eine Schirmmütze. Seinen letzten Auftritt hatte Simson 1998. Die Namen Samson und Simson spielen auf die biblische Figur des Simson an, der sich durch starken Haarwuchs auszeichnet.
Samson wurde ursprünglich gespielt von Peter Röders (1978–1983), in den Jahren 1986 bis 1987 von Herbert Langemann und nach dessen Tod ab 1989 von Matthias Bullach. Seit 1991 spielt der studierte Opernsänger Klaus Esch (u. a. Theater Lübeck) die Figur des Samson. Im Herbst 2013 war Samson in zwei neuen Folgen zu sehen.

#### Tiffy
Tiffy wirkte von 1978 bis 2005 im Ensemble der deutschen Sesamstraße mit. Sie war als vogelartige rosa Klappmaulpuppe mit frisurähnlichen Federn eine der weiblichen Hauptfiguren der Serie. Eines von ihren Hobbys war das Reparieren von Weckern. Ebenso wie bei Herrn von Bödefeld war bei Tiffy immer nur die obere Hälfte der Puppe sichtbar. Sie wurde gespielt von Martina Klose (Hände) und Kerstin Siebmann-Röders (Kopf).
Nach dem großen Brand in den Wandsbeker Produktionsstudios des NDR 1988, bei dem alle Puppen verbrannten, wurde die Sendung mit neuen Puppen weiterproduziert. Die neue Tiffy entsprach optisch eher dem Kindchenschema und wurde von 1986 bis 2000 von Marita Stolze (Kopf, Stimme) und Karime Vakilzadeh sowie Karin Kaiser (Hände) gespielt. Von 2001 bis 2004 wurde sie von Sabine Falkenberg gespielt und fortan als Monsterkind bezeichnet.
Im Jahr 2005 schied Tiffy nach 27 Jahren aus dem Ensemble der Sesamstraße aus und wurde durch die Monster-Figuren Moni, eine alleinerziehende Mutter, und deren Tochter Lena ersetzt.

#### Herr von Bödefeld
Uli von Bödefeld (genannt: Herr von Bödefeld) sollte ursprünglich von Blödefeld heißen, da er als eindeutiger Negativcharakter ausgelegt war. Erstmals trat er 1978 in der Sesamstraße auf.
Herr von Bödefeld legte stets Wert darauf, gesiezt und mit von angesprochen zu werden („Soviel Zeit muss sein!“). Oft war er für die spezifischen Probleme der übrigen Figuren verantwortlich. Affektiertes Sprechen und Gebaren wie ständiges Haare-Zurückstreichen, eitles Kopf-in-den-Nacken-legen bewirkten eine gewollt negative Konnotation. Die Puppe besaß eine blassrosa Farbe, eine Art Nasenbärschnauze, eine orange Rastafrisur und dürre Ärmchen zum korpulenten Körper. Sichtbar war – ähnlich wie bei Tiffy – immer nur der obere Teil der Puppe.
Herr von Bödefeld schied 1988 aus dem Ensemble der Sesamstraße aus, da die Lizenz für die Puppe nicht verlängert wurde. Er wurde ab 1989 durch den Griesgram Rumpel, einen deutschen Verwandten von Oscar aus der Mülltonne, ersetzt.
Herr von Bödefeld wurde von Benita Steinmann gespielt.

#### Finchen
Finchen ist eine Schnecke, die 1979 erstmals in der Sesamstraße auftrat. Sie wurde bis 1983 von Lothar Klose und bis 1991 von Wilhelm Helmrich gespielt. Bis dahin war Finchen männlich. Als Uta Delbridge 1992 die Rolle übernahm, wurde aus Finchen eine weibliche Schnecke. Seit 1999 wird Finchen von Andrea Bongers gespielt.

#### Rumpel
Rumpel ist ein grüner Griesgram und kam 1989 zur Sesamstraße hinzu. Als die Studiokulisse nach dem Brand neu aufgebaut wurde, zog Rumpel mit seinem Regenfass, in dem er lebt, in die Sesamstraße ein.
Rumpel wird seit Beginn von Achim Hall gespielt und ist, wie bei Tiffy auch, stets hinter einer Fassade, meistens jedoch in seinem Fass zu sehen, da man von der Figur nur den oberen Teil sehen kann.
2009 hatte Rumpel seinen letzten Auftritt in der Sesamstraße.

#### Weitere Figuren in der deutschsprachigen Produktion
- Baby Lena (2005–2009, Iris Schleuss)
- Buh (1989–2000, Friedrich Wollweber)
- Straßenmäuse
- Feli Filu (2000–2007, Karin Kaiser, Andrea Bongers und Constanze Schmidt)
- Gustav
- Leonie Löwenzahn (1986–1989; bekam später als Leonie Löwenherz ihre eigene Serie)
- Moni (2005–2007, Andreas Förster)
- Pferd (seit 2002, Carsten Morar-Haffke, auch in Sesamstraße präsentiert: Eine Möhre für zwei)
- Wolle, das Reporterschaf (seit 2002, Martin Paas, auch in Sesamstraße präsentiert: Eine Möhre für zwei)
- Super Grautsch (2002–2004): ein Griesgram und Superheld
- Wolf vom Wörtersee (seit 2007; bis 2009: Carsten Morar-Haffke, seit 2010: Martin Reinl)
- Plonsters: drei Knetfiguren (orange, blau und grün), die niemals mit anderen Figuren synchron gezeigt werden
- Elin (seit 2023, Iris Schleuss und Karin Kaiser): ein siebenjähriges, technikaffines Mädchen, das im Rollstuhl sitzt[28]

### International
Eine durch Cross-Marketingprodukte und Comics auch in Deutschland bekannte Figur der niederländischen Sesamstraat ist der blaue Vogel Pino, der seit 1976 eine tragende Rolle in der Sendung spielt.
In der Version der Sesamstraße, die in Südafrika ausgestrahlt wird (dort Takalani Sesame), gibt es seit 2002 den HIV-positiven Charakter Kami, mit dem gegen die dort herrschende Diskriminierung von AIDS-Erkrankten angekämpft werden soll.

## Schauspieler in der deutschen Sesamstraße

### 1973–1984
- Henning (Henning Venske, 1977–1978)
- Lilo (Liselotte Pulver, 1977–1983 + 1 Folge 1984 (Jubiläum zur 1000. Folge, ausgestrahlt im April 1985))
- Uwe (Uwe Friedrichsen, 1979–1981)
- Horst (Horst Janson, 1980–1983 + 1 Folge 1984 (Jubiläum zur 1000. Folge, ausgestrahlt im April 1985))
- Ute (Ute Willing, 1981–1983 + 1 Folge 1984 (Jubiläum zur 1000. Folge, ausgestrahlt im April 1985))
- Ilse (Ilse Biberti, nur 1980, ca. 220 Folgenbeiträge)
- Elisabeth (Elisabeth Vitouch, nur 1979)
- Manfred (Manfred Krug, nur 1983 + 1 Folge 1984 (Jubiläum zur 1000. Folge, ausgestrahlt im April 1985))
- Herr K. und Dr. Blau (Peter Bauer, Peter Arff, 1975–1983)
- Die Buchstabendetektive (mit Horst Pinnow als Humphrey Gocart jnr. und Tobias Meister als Ludwig Lupe, 1980–1981)
- Die Verkehrs-Cowboys (u. a. mit Ricardo Palacios als Sheriff, Jochen Schroeder als Assistent und Cris Huerta, 1980)
- Der stumme Tramp (Peter Bauer, 1973–1974)
- Hans Heinrich (Peter Bauer, 70er Jahre)
- Bim und Bumm (Frithjof Vierock und Klaus Dahlen, 1973, ab Folge 107)
- Oliver Rohrbeck (70er Jahre)
- Jan und Rieke (80er Jahre)
- Bumfidel (Markus Krüger, 1974–1977)
- Paul Kuhn (1979 in 2 Folgen)
- Kommissar (Gerd Duwner, 1980 in 2 Folgen)
- Mircea Krishan (1980 in 2 Folgen)
- Oma Kluge (Christa Siems, 1975–1982)
- Taxifahrerfamilie Sauer (u. a. mit Gernot Endemann als Thomas Sauer, 70er Jahre)
- Familie Bremer und Familie Yaradis (u. a. mit Witta Pohl als Mutter Bremer, 70er Jahre)
- Heiner (der geizige Junge, der „niemals jemandem etwas abgeben wollte“, dt. Realfilm-Einspieler)
- Hildegard Wensch (80er Jahre)

### 1986–2000
- Schorsch (Gernot Endemann, 1986–1998)
- Bettina (Hildegard Krekel, 1986–1989)
- Familie Kister (u. a. mit Bruno Dietrich, 1986–1987)
- Titus Meier (Ernst Hilbich, 1987 in mehreren Folgen)
- Bettina 2 (Kirsten Sprick, 1991–1998)
- Pingel (Gunnar Dressler, 1990)
- Ida Maxfeld (Rosemarie Wohlbauer, 1990–1995)
- Die Busfamilie (u. a. mit Joachim Hall als Vater, 90er Jahre)
- Opa Brass (Ferdinand Dux, 1986–2000)
- Mucke (Wolfgang Gerdes, 1995–1996)
- Pensionswirtin Helmi (Senta Bonneval, 1995–1999)
- Musiker Alex (Alexander Geringas, 1997–2000)
- Jiviana (Vijak Bayani, 1995–2000)

### 2000–2008
- Momi (Marianne Sägebrecht, 2001–2002)
- Caro (Caroline Kiesewetter, 2000–2002)
- Anke (Anke Engelke, nur 2003)
- Caro 2 (Miriam Krause, 2002–2005)
- Zauberer PePe (Dirk Bach, 2000–2007)
- Helen (Helen Zellweger, nur 2006)
- Ragazza, die Wörterfee (Felicitas Woll, nur 2007)
- Nils (Nils Julius, 2000–2008)
- Mehmet (Mehmet Yilmaz, 2003–2008)
- Ella (Franziska Troegner, 2003–2008)
- Annette (Annette Frier, 2005–2008; 2013)
- Frau Kowalski (Adele Neuhauser, nur 2008)

### Seit 2012
- Julia (Julia Stinshoff, seit 2012)
- Cristina do Rego (2019–2020)

## Musik
- Titellied: Der, die, das (wer, wie, was – wieso, weshalb, warum – wer nicht fragt, bleibt dumm!) (Musik: Ingfried Hoffmann, Text: Volker Ludwig), 1. Version gesungen vom Hamburger Kinderchor Vineta unter der Leitung von Dietrich Czirniok. Seit Oktober 2012 wird das Lied von Lena Meyer-Landrut interpretiert.
- Mah Nà Mah Nà (Original von Piero Umiliani, 1968)
- Quietscheentchen mit Ernie (Original: „Rubber Duckie“ von Jeff Moss 1970 für die amerikanische Sesamstraße)
- Hätt’ ich dich heut’ erwartet, hätt’ ich Kuchen da – Ernie und Krümelmonster (If I Knew You Were Comin’ I’d’ve Baked a Cake, Eileen Barton von 1950, geschrieben von Bob Merrill, Al Hoffman und Clem Watts, für die deutsche Synchronfassung neu vertont von Ingfried Hoffmann)
- In dem grün-gelben U-Boot leben wir (Yellow Submarine, The Beatles)
- Ich wollt’ ich wär unten im Meer, ja im Garten eines Kraken möcht ich sein (Octopus’s Garden, The Beatles, vom Album Abbey Road)
- Willst Du mit mir fliegen, in einem roten Luftballon – Kermit (Up, up and away 5th Dimension)
- Ich mag Müll mit Griesgram Oscar (Original „I Love Trash“)
- Lulu ist wieder da mit Tony und Beautiful Day Monster (Original: „Lulu’s Back in Town“ Filmmusik aus „Broadway Gondolier“, 1935 – Musik: Harry Warren, Text: Al Dubin, Interpret: Dick Powell)
- Wendy mit Tony und Beautiful Day Monster (Original: „Windy“ von 1967 – Text: Ruthann Friedman, Interpreten: The Association)
- Telefon Rock mit Little Jerry und den Monotones (Original „Telephone Rock“ von Christopher Cerf und Norman Stiles 1975 für die amerikanische Sesamstraße)
- abcdefghi jkl mnopqr stuvw xy z mit Bibo und Susanne (Dt. Musik: Ingfried Hoffmann / US-Original-Musik: Joe Raposo, Text: Jon Stone und Joe Raposo, 1970)
- Es ist nicht einfach, so allein von Kermit [später in der Muppet Show Es ist nicht einfach, grün zu sein] (Original: Bein’ Green, Musik und Text: Joe Raposo für die amerikanische Sesamstraße 1970)
- Ich pfeif’ ein frohes Lied („Wenn mich die Angst beschleicht“)
- Wir gehörn zusammen (los, zusammen, jetzt; Refrain: All Together Now, The Beatles)
- A, You're Adorable (div. Interpreten; auch als „The Alphabet Love Song“ bekannt)

Es wurden viele weitere Lieder komponiert und auch auf CDs und MCs veröffentlicht. Zahlreiche Lieder bekannter Interpreten, v. a. der Beatles, wurden für klassisch gewordene Sketche verwendet (Yellow Submarine – das grün-gelbe U-Boot; Octopus’s Garden – im Garten eines Kraken)
- Baby zähl mal bis neun für mich (Graf Zahl)
- In einem Kurzfilm mit Oliver Rohrbeck als Junge an einer Teppichstange/Klopfstange, wird als Musik „Greasy Legs“ von George Harrison (von der LP Wonderwall Music) gespielt.

## Auszeichnungen
Eine der ersten Auszeichnungen erhielt die Sesamstraße 1970 mit dem Prix Jeunesse International in der Kategorie „up to 7 years“. 1999 wurde Wolfgang Buresch für seinen persönlichen Einsatz in der Sesamstraße für den Adolf-Grimme-Preis nominiert. 2009 verlieh die US-Fernsehakademie der Kindersendung als weltweit höchstgeschätzte und meistgesehene TV-Bildungsshow für Kinder einen Emmy. Den bedeutendsten Fernsehpreis in den USA erhielt 2009 auch der Puppenspieler Kevin Clash, der dem roten Monster Elmo Leben verleiht. Mit über 100 Emmys, bei denen es sich neben einigen Primetime Emmy Awards hauptsächlich um Daytime Emmy Awards handelt, ist Sesamstraße eine der am häufigsten mit Emmys ausgezeichneten Programme. 2019 erhielt die Sesamstraße den Kennedy-Preis als bislang einzige Fernsehsendung.
2019 wurde ein Teil der West 63rd Street am Südwestende des Central Parks in Sesame Street umbenannt.

## Vermarktung
Mit der Puppe Tickle Me Elmo schuf der Spielwarenhersteller Mattel, angelehnt an der Figur Elmo, eines der 1996 meistverkauften Spielzeuge auf dem US-amerikanischen Markt. Sie war und ist noch immer eines der erfolgreichsten Produkte des Konzerns. Sowohl der Tickle Me Elmo der ersten Generation als auch sein Nachfolgemodell T.M.X. waren bei den Kunden so beliebt, dass es bei Verkaufsstart zu Handgreiflichkeiten in den Läden kam.

## Postwertzeichen
Mit dem Erstausgabetag 2. März 2020 gab die Deutsche Post AG ein nassklebendes Postwertzeichen im Nennwert von 80 Eurocent und ein Markenset mit 10 selbstklebenden Briefmarken mit Bildern von Figuren der Sesamstraße heraus. Der Entwurf stammt von der Grafikerin Jennifer Dengler aus Bonn.

## Sexuelle Ausrichtung von Ernie und Bert
Während sich die Charakterisierung von Ernie und Bert ursprünglich an Comedy-Duos wie in Ein seltsames Paar oder an Abbott und Costello orientierte, sehen manche Menschen die beiden mittlerweile als schwules Pärchen, da beide zusammenleben, sich ein Schlafzimmer teilen und gemeinsam baden. Ernie und Bert sind beliebte Kostüme auf Gay-Pride-Paraden, und nachdem der Supreme Court den Defense of Marriage Act für rechtswidrig erklärt hatte, titelte der New Yorker mit Ernie und Bert. Eine Onlinepetition fordert, dass die beiden heiraten sollen. Die Macher der „Sesamstraße“ bestreiten, dass die beiden schwul sind. Gary Knell äußerte im Jahr 2007: „Sie sind nicht homosexuell, sie sind nicht heterosexuell, sie sind Puppen. Sie existieren unterhalb der Taille nicht.“ Inzwischen hat Autor Mark Saltzman ein Interview, das die Homosexualität bestätigt hatte, als missverständlich dementiert. Die Figuren seien zwar „an seine eigene Beziehung mit Glassman angelehnt gewesen“, er wolle die Puppen jedoch nicht auf eine sexuelle Orientierung festlegen. Auch das Produktionsunternehmen äußerte sich ähnlich und hatte sich in den vergangenen Jahren immer wieder gegen eine sexuelle Orientierung positioniert.

## Parodien
Ernie und Bert inspirierten Attik Kargar zu der nicht für Kinder geeigneten Parodie Bernie und Ert. Der Berliner Comiczeichner OL hat Ernie und Bert in einigen Strips als (polnische) Bauarbeiter parodiert. Jack Hunter verarbeitete die beiden in der Grafik Moment of Joy, die 2013 auf dem Cover des New Yorkers erschien.